# Der stumme Tod. Gereon Raths zweiter Fall
Der stumme Tod ist ein historischer Roman von Volker Kutscher, der 2009 im Verlag Kiepenheuer & Witsch erschien. Es handelt sich um den zweiten Kriminalroman in der Serie um den Kriminalkommissar Gereon Rath. Die Handlung setzt zehn Monate nach Der nasse Fisch ein und umfasst die Zeit von Ende Februar bis Mitte März 1930.
Das Buch zeichnet sich erneut, neben der vordergründigen Kriminalhandlung in der Tradition der amerikanischen Hardboiled detectives, durch sein anschauliches Sittengemälde der Goldenen Zwanziger in Berlin sowie die Darstellung der politischen und wirtschaftlichen Entwicklungen in der späten Weimarer Republik einschließlich des stärker werdenden Nationalsozialismus aus, der für den Leser klar erkennbar, aber für die handelnden Personen in seiner Tragweite noch nicht erfassbar ist. Neben fiktiven und zeitgeschichtlichen auftretenden Personen werden aus der Sicht der Hauptfigur auch historische Ereignisse geschildert.
Der Roman diente als Vorlage für die dritte Staffel der Serie Babylon Berlin.

## Handlung
Kriminalkommissar Gereon Rath wird im März 1930 an das Set eines Tonfilms gerufen, nachdem dort die Schauspielerin Betty Winter von einem herabstürzenden Scheinwerfer schwer verletzt worden und durch einen Stromschlag gestorben ist, weil ihr Ehemann und Kollege Viktor Meisner einen Eimer Wasser über sie entleert hat. Zunächst sieht es nach einem Unfall aus, doch als sich herausstellt, dass die Aufhängung des Scheinwerfers manipuliert wurde, konzentrieren sich die Ermittlungen auf den flüchtigen Beleuchter Felix Krempin. Lediglich Rath hat Zweifel an dessen Schuld und forscht auch in andere Richtungen, obwohl er eigentlich die Beisetzung Horst Wessels beobachten soll. Bei seinen Nachforschungen lässt Rath auch seine Kontakte zu Unterweltboss Johann Marlow spielen.
Zeitgleich bittet ihn der Filmproduzent Manfred Oppenberg, den Rath aus einem früheren Fall kennt und der Krempin als Saboteur bei seiner Konkurrenz eingeschleust hatte, privat das Verschwinden von dessen Schauspielerin und Geliebten Vivian Franck zu untersuchen. Und er soll auf Wunsch seines Vaters dem  Kölner Oberbürgermeister Konrad Adenauer inoffiziell helfen, weil dieser wegen unsauberer Geldgeschäfte mit dem Ziel erpresst wird, den Umzug der Ford-Werke von Berlin nach Köln zu verhindern. Vivian Franck taucht später in einem stillgelegten Kino als geschminkte Leiche wieder auf, der man die Stimmbänder entfernt hat. Als sich Krempin mit Rath treffen will, stürzt er vor Raths Augen tödlich vom Berliner Funkturm, doch der Kommissar glaubt nicht an einen Selbstmord oder Unfall. Eine zweite Schauspielerin verschwindet und wird dank Raths Beharrlichkeit ebenfalls unter ähnlichen Umständen wie Vivian Franck ermordet aufgefunden, so dass klar wird, dass ein Serienkiller am Werk ist.
Unterdessen findet Rath heraus, dass hinter der Erpressung Adenauers ein Vorarbeiter bei Ford steckt, dessen Verlobte bei der Deutschen Bank arbeitet und der den Verlust seiner Arbeit fürchtet. Rath kann ihn so unter Druck setzen, dass dieser sein Unterfangen aufgibt. Inzwischen nähern Rath und Charly Ritter sich wieder einander an, und Rath droht wegen seiner Eigenmächtigkeiten und einer Schlägerei mit einem Kollegen ein Disziplinarverfahren. Durch ein Toupet, das der Täter am Funkturm verloren hat, und Informationen über Spannungen zwischen den Eheleuten schließt Rath, dass Viktor Meisner sowohl Krempin als auch seine Frau ermordet hat, kann es jedoch nicht beweisen. Über die chinesische Frucht Yangtao, die im Lauf der Ermittlungen mehrfach auftaucht, stößt Rath auf den Filmmagnaten Wolfgang Marquard. Marquard ist ein glühender Verfechter des Stummfilms und will durch seine Morde den Siegeszug des Tonfilms aufhalten. Als Rath ihn aufsucht, wird er außer Gefecht gesetzt, jedoch von Charly und seinen Kollegen gerettet, bevor Marquard auch ihn durch eine Überdosis Insulin töten kann. Marquard kann aus der Polizeihaft fliehen, entführt Meisner, weil er weiß, dass dieser der Mörder von Betty Winter ist, die er verehrte und selbst auch als Opfer ausgewählt hatte, und bringt sowohl ihn als auch sich selbst um.

## Historischer Hintergrund

### Vom Stummfilm zum Tonfilm

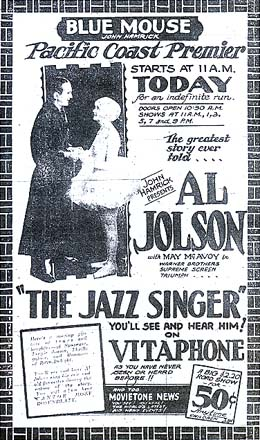
Werbeplakat in den USA für den Film „Der Jazzsänger“

Im Kinofilm war anfangs eine Sprachwiedergabe technisch nicht möglich. In den Kinos wurde von Beginn an für musikalische Begleitung gesorgt; zumeist waren es Klavierspieler, auch Tappeure genannt. In vielen Kinos sorgte auch eine Kinoorgel für musikalische Untermalung. Bei Filmpremieren oder in großen Kinos wurden Filme von ganzen Orchestern mit bis zu 50 oder 60 Mitgliedern begleitet. Die Einführung des Tonfilms Ende der 1920er Jahre bedeutete eine Zäsur der Filmgeschichte. Der unerwartete Erfolg des Spielfilms Der Jazzsänger aus dem Jahr 1927 löste ein Tonfilmfieber aus, als dessen Folge der Stummfilm binnen weniger Jahre fast vollständig aus den Kinos verschwand. Eine Zeit lang existierten noch sogenannte „Hybridfilme“, die nur Dialogpassagen oder Soundeffekte aufwiesen. Die Studios brachten mitunter auch etablierte Streifen erneut heraus, die mit zusätzlichen Geräuscheffekten versehen waren. Bereits Anfang der 1930er-Jahre waren Produktion und Vorführung in nahezu allen großen Industrieländern komplett auf Ton umgestellt. Mitte des Jahrzehnts gehörte der Stummfilm bis auf wenige Ausnahmen weltweit der Vergangenheit an. Die mangelnde Universalität war ein zentraler Kritikpunkt des vielleicht vehementesten Gegners des Tonfilms: Charlie Chaplin sah durch den sprechenden Film die Kunst der Pantomime bedroht – in seinen Augen die ursprünglichste, alle Völker verbindende Kunst. Der Tonfilm stellte auch die Filmemacher vor enorme Herausforderungen. Vor allem die unausgereifte Tonaufnahmetechnik und die eingeschränkte Mobilität der Kameras, die mit einer schallschluckenden Ummantelung umschlossen werden mussten, schlugen sich anfangs in schwerfälligen Inszenierungen nieder. Während in den Augen späterer Medienwissenschaftler das Kino erst durch den Tonfilm zur autonomen Kunst aufstieg, kritisierte etwa Rudolf Arnheim den frühen Tonfilm als abgefilmtes Theater. Der Übergang zum neuen Medium brachte auch einige Künstler in große Schwierigkeiten; viele Karrieren endeten in dieser Umbruchzeit.

### Konrad Adenauer und die Deutsche Bank

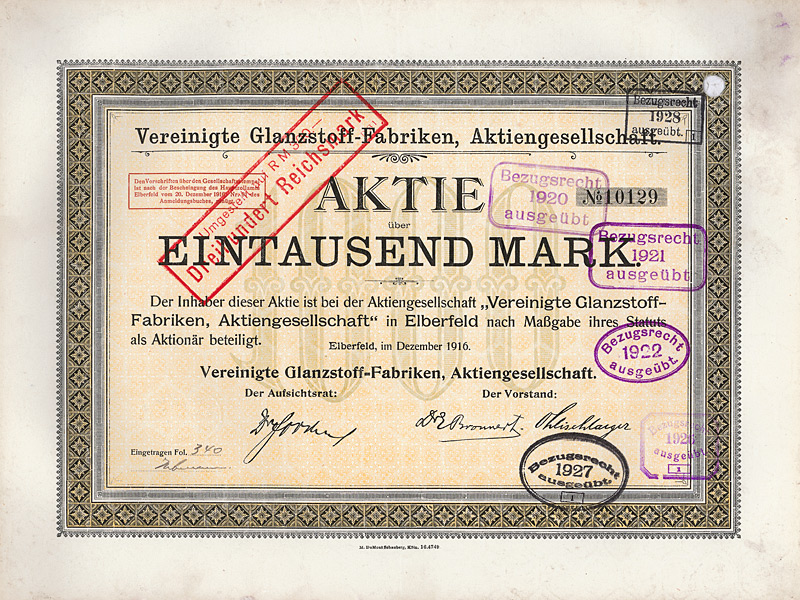
Aktie über 1000 Mark der Vereinigen Glanzstoff-Fabriken AG vom Dezember 1916

1928 verspekulierte der Kölner Oberbürgermeister Konrad Adenauer sein Vermögen durch den Ankauf von Glanzstoff-Aktien, deren Kurs bald sank. Dadurch drohten ihm die Schulden, die er bei der Deutschen Bank hatte, über den Kopf zu wachsen, doch ließ er sich aus einem sogenannten Schwarzen Fonds vom Vorstandsvorsitzenden der Glanzstoff AG Fritz Blüthgen zwei Aktienpakete im Nominalwert von insgesamt 1,14 Millionen Reichsmark zur Verfügung stellen, die er unter Vermittlung seines Freundes Louis Hagen zum Ausgleich seines Kontos einsetzte. Im Februar 1931 berichtete die Kölner Lokalpresse von den Finanzschwierigkeiten des Oberbürgermeisters, Deutschnationale und Nationalsozialisten setzten sie in der Stadtverordnetenversammlung auf die Tagesordnung. Adenauer hatte sich aber im Voraus eine Erklärung der Deutschen Bank besorgt, die die umlaufenden „unzutreffenden Gerüchte und Behauptungen“ mit dem Hinweis dementierte, sein Konto sei „völlig ausgeglichen“. Ein Interessenkonflikt bestand darin, dass Adenauer bis 1931 Mitglied des Aufsichtsrats der Deutschen Bank war.

### Umzug der Ford-Werke nach Köln
Am 17. August 1925 wurde im Deutschen Reich die 1920 erlassene Einfuhrsperre für ausländische Automobile aufgehoben. Bereits am 18. August 1925 wurde die Ford Motor Company Aktiengesellschaft ins Handelsregister von Berlin eingetragen. Ab dem 2. Januar 1926 wurden dann bis 1931 am Westhafen in Moabit in einer angemieteten ehemaligen Getreidehalle zunächst T-Modelle aus zugelieferten Teilen am Fließband montiert. 1929 waren bereits 450 Personen in der Berliner Montagefabrik beschäftigt. Adenauer bemühte sich intensiv, ausländische Investoren nach Köln zu holen. 1927 hatte er bereits eine Zusage von Citroën für eine Automobilfabrik, das Projekt verlief dann aber doch im Sande. Nach intensiven Verhandlungen mit dem US-amerikanischen Autohersteller Ford gelang es ihm, das Unternehmen davon zu überzeugen, ein komplett neues Werk in Köln zu errichten, anstatt die schon bestehenden kleineren Anlagen in Berlin auszubauen. Am 28. Oktober 1929 unterzeichnete Adenauer den Vertrag über den Bau des Ford-Werkes auf einem 170.000 Quadratmeter großen Gelände in Köln-Niehl, das ursprünglich für eine Jahresproduktion von bis zu 250.000 Fahrzeugen ausgelegt sein sollte und dessen Errichtung 12 Millionen Reichsmark kostete. Der Unternehmenssitz wurde 1930 von Berlin nach Köln verlegt, wo Henry Ford am 2. Oktober 1930 für die Grundsteinlegung anreiste. Am 4. Mai 1931 startete dann mit 619 Beschäftigten die Produktion des Modell A. Allerdings konnte auch dieses Werk die wirtschaftlichen Probleme, in die Köln wie das gesamte Reich in der Spätphase der Weimarer Republik kam, nur kurzfristig aufhalten. Bereits drei Wochen nach der Eröffnung veranlasste die Weltwirtschaftskrise zunächst eine Schließung des Werks. Kurz darauf wurde die Produktion jedoch wieder aufgenommen; 1931 liefen mehr als 6.000 Fahrzeuge vom Band.
1932 wurde das Ford Modell B (zweite Generation) in den USA eingeführt; im Sommer 1932 rollte der erste Ford B unter dem Namen Ford Rheinland in Köln vom Band.

## Hauptpersonen

### Gereon Rath
Aus Köln stammender, zu Alleingängen neigender Kriminalkommissar, der in seiner Heimat ein erfolgreicher Mordermittler war, bis ein tödlicher Schuss aus seiner Dienstwaffe und eine daraus resultierende Pressekampagne seine Karriere dort zerstörte. Auf Vermittlung seines einflussreichen Vaters wechselt Gereon Rath im März 1929 in die Reichshauptstadt zur dortigen Kriminalpolizei, wo er zunächst der Sittenpolizei zugeordnet ist, bevor ihm der Wechsel zur Mordinspektion (Inspektion A) gelingt. Seine Eigenmächtigkeit und Unbeherrschtheit bringen ihn wieder in Schwierigkeiten.

### Charlotte Ritter
Stenotypistin bei der Berliner Inspektion A, womit sie ihr Jurastudium finanziert. Danach möchte sie als Kriminalbeamtin arbeiten. In der Mordinspektion lernt sie Gereon Rath kennen, zu dem sie sich zunächst hingezogen fühlt, bis dieser sie hintergeht. Sie  steckt in ihren Staatsexamens-Prüfungen und nähert sich Gereon Rath wieder an.

### Wilhelm Böhm
Oberkommissar bei der Inspektion A, genannt die „Bulldogge“ und einer der wichtigsten Mitarbeiter von Ernst Gennat. Er pflegt einen sehr ruppigen Umgangston, nicht nur im Umgang mit Verdächtigen und Zeugen, sondern auch mit Kollegen und Untergebenen. Böhm mag Gereon Rath wegen dessen Eigenmächtigkeit nicht.

### Reinhold Gräf
Kriminalsekretär bei der Inspektion A. Er ist mit Gereon Rath befreundet, dem er seine Beförderung verdankt.

### Andreas Lange
Kriminalassistent bei der Inspektion A. Er wird Gereon Rath als Mitarbeiter zugeteilt.

### Berthold Weinert
Freier Journalist und ehemaliger Mitbewohner von Gereon Rath, mit dem er befreundet ist. Er versucht, seinem Freund zu helfen.

### Heinrich Bellmann
Zwielichtiger Filmproduzent mit antisemitischer Einstellung und Verfechter des Tonfilms. Sein weiblicher Star Betty Winter wird während Dreharbeiten getötet, woraus er Kapital schlägt.

### Manfred Oppenberg
Jüdischer Filmproduzent und Konkurrent von Heinrich Bellmann, dessen Filmarbeiten er sabotieren lässt. Er bittet Gereon Rath, der ihn von früheren Ermittlungen kennt, privat das Verschwinden seiner Geliebten und Schauspielerin Vivian Franck zu untersuchen.

### Viktor Meisner
Schauspielkollege und Ehemann von Betty Winter. Sein Versuch, seiner schwere Verbrennungen erleidenden Frau mit Wasser zu helfen, endet tödlich.

### Wolfgang Marquard
Einflussreicher, wohlhabender Filmmagnat (Produzent, Kinobesitzer, Eigentümer eines Filmverleihs und Kopierwerks) sowie vehementer Gegner des Tonfilms.

### Ernst Gennat
Kriminalrat und Leiter der Inspektion A, wegen seiner Leibesfülle „Buddha“ oder auch „der volle Ernst“ genannt (historische Figur). Er hat die Mordinspektion aufgebaut und moderne Ermittlungsmethoden eingeführt, was ihn schon zu Lebzeiten zur Legende gemacht hat. Er schätzt Gereon Raths Fähigkeiten als Ermittler.

### Engelbert Rath
Gereon Raths Vater und Kriminaldirektor bei der Kölner Polizei. Duzfreund des Berliner Polizeipräsidenten Karl Friedrich Zörgiebel. Sein ältester Sohn und Liebling Anno fiel im Weltkrieg, der Zweitälteste, Severin, ging kurz vor Ausbruch des Krieges in die USA und wird seitdem von Engelbert Rath als Fahnenflüchtiger betrachtet. Sein Verhältnis zu Gereon Rath ist angespannt. Er stellt den Kontakt zu Konrad Adenauer her.

### Konrad Adenauer
Der Kölner Oberbürgermeister (historische Figur) ist ein Parteifreund von Gereon Raths Vater in der Zentrumspartei  und bittet um inoffizielle Hilfe, weil er mit dem Ziel erpresst wird, den Umzug der Ford-Werke von Berlin nach Köln zu verhindern.

### Johann Marlow
Geschäftsmann und organisierter Verbrecherboss, auch „Dr. M.“ genannt. Drahtzieher des Ringvereins Berolina, der gesetzeswidrige Geschäfte aller Art wie Rauschgifthandel oder illegale Nachtclubs betreibt. Auf seiner Gehaltsliste stehen auch Beamte der Berliner Polizei. Gereon Rath gehört nicht dazu, hat aber ein besonderes Verhältnis zu ihm und nutzt dessen Kontakte.

### Paul Wittkamp
Weinhändler und Gereon Raths bester Freund in Köln. Er ist zu Besuch in Berlin.

## Rezeption
Der Roman erhielt überwiegend positive Kritiken. So schrieb Der Tagesspiegel:

„Zwei Jahre nach ‚Der nasse Fisch‘, dem furiosen Start der wohl ambitioniertesten deutschen Hardboiled-Reihe, legt Volker Kutscher nun die Fortsetzung vor: Mit ‚Der stumme Tod‘ ist dem Kölner Autor erneut ein glänzend recherchierter, handwerklich solider, spannender Pageturner gelungen, aller Dialoglastigkeit und einigen Überlängen im letzten Drittel zum Trotz. Vor allem muss man sagen: Kutschers Protagonist gewinnt enorm an Profil. Überzeugte sein Erstling mehr durch den detailfreudig ausgemalten historischen Hintergrund als durch den sympathisch-blassen Jung-Kriminalisten ohne Eigenschaften, entpuppt sich Gereon Rath nun als Überehrgeizling und bedenkenloser Zyniker.“

Und die Kölnische Rundschau: „Für Krimifans, die längst ermüdet von den ewig gleichen grenzdepressiven Ermittlertypen aus dem kalten Norden sind, war Der nasse Fisch schon ein Genuss, den Der stumme Tod noch steigert.“ Die Welt äußerte: „Das Buch führt auf kluge Weise Fiktion und historische Tatsachen zusammen, ohne ständig mit dem Zeigefinger der Belesenheit zu protzen.“

## Auszeichnungen
Für den Roman Der stumme Tod erhielt Volker Kutscher 2010 den Burgdorfer Krimipreis sowie für dieses Buch, den Vorgänger Der nasse Fisch und den Folgeband Goldstein im Rahmen der Reinickendorfer Kriminacht 2011 den Berliner Krimifuchs, einen Literaturpreis für Kriminalromane, für herausragende Leistungen.

## Stilistische Besonderheiten
Während die übrige Handlung des Romans im Präteritum verfasst ist, werden die Kapitel, die aus der Erzählperspektive des Mörders geschrieben sind, im Präsens geschildert.

## Fortsetzungen
In der Reihe um Gereon Rath sind bis Oktober 2024 acht weitere Romane und zwei Novellen erschienen:
- Goldstein. Gereon Raths dritter Fall. Kiepenheuer & Witsch, Köln 2010.
- Die Akte Vaterland. Gereon Raths vierter Fall. Kiepenheuer & Witsch, Köln 2012.
- Märzgefallene. Gereon Raths fünfter Fall. Kiepenheuer & Witsch, Köln 2014.
- Lunapark. Gereon Raths sechster Fall. Kiepenheuer & Witsch, Köln 2016.
- Moabit. Galiani Berlin, Köln 2017, (Prequel; Illustrationen von Kat Menschik).
- Marlow. Der siebte Rath-Roman. Piper, München 2018.
- Olympia. Der achte Rath-Roman. Piper, München 2020.
- Mitte. Galiani Berlin, Köln 2021, (Illustrationen von Kat Menschik).
- Transatlantik. Der neunte Rath-Roman. Piper, München 2022.
- Rath. Der zehnte Rath-Roman. Piper, München 2024.